# Microsania occidentalis
Microsania occidentalis är en tvåvingeart som beskrevs av Malloch 1935. Microsania occidentalis ingår i släktet Microsania och familjen svampflugor. Inga underarter finns listade i Catalogue of Life.